# Landtagswahl im Saarland 2017
- Linke: 7
- SPD: 17
- CDU: 24
- AfD: 3

- Regierung: 41
- Opposition: 10

Die Landtagswahl im Saarland 2017 fand am 26. März 2017 statt. Gewählt wurde der 16. Landtag des Saarlandes.
Sie sorgte für die Fortsetzung der regierenden Großen Koalition aus CDU und SPD und damit die Bildung einer erneuten Regierung unter Annegret Kramp-Karrenbauer (CDU). Oppositionsführerin blieb Die Linke. Die AfD schaffte erstmals den Einzug in den Landtag; Grüne und Piraten scheiterten im Gegensatz zur vorherigen Wahl an der Fünf-Prozent-Hürde.
Kramp-Karrenbauers Kabinett wurde im März 2018 vom Kabinett Hans (ebenfalls Große Koalition) unter Ministerpräsident Tobias Hans (CDU) abgelöst.

## Voraussetzungen

### Ausgangslage
Als stärkste Kraft aus der Landtagswahl am 25. März 2012 war die CDU von Ministerpräsidentin Annegret Kramp-Karrenbauer hervorgegangen, gefolgt von der SPD und der Linken. Die SPD erhielt 6,1 Prozentpunkte der Stimmen mehr als bei der Wahl 2009. Der Piratenpartei, die erstmals zu einer Landtagswahl im Saarland antrat, gelang mit 7,4 % der Stimmen aus dem Stand der Einzug in den Landtag und somit zum ersten Mal in das Landesparlament eines deutschen Flächenstaates. Verlierer der Wahl waren die FDP (1,2 % nach 9,2 % im Jahr 2009) und die Linke (− 5,2 Prozentpunkte). Die Grünen verzeichneten erstmals seit vier Jahren (Bürgerschaftswahl in Hamburg 2008) bei einer Landtagswahl Verluste (− 0,9 Prozentpunkte) und zogen mit 5,0 % nur knapp wieder in den saarländischen Landtag ein. CDU und SPD bilden seitdem eine Koalition; Kramp-Karrenbauer wurde erneut zur Ministerpräsidentin gewählt (Kabinett Kramp-Karrenbauer II).

### Wahlrecht
41 der insgesamt 51 Sitze im saarländischen Landtag wurden aus den Kreiswahlvorschlägen in den Wahlkreisen Neunkirchen, Saarbrücken und Saarlouis besetzt, während die übrigen Sitze mit Kandidaten der Landesliste besetzt wurden (§ 1 Abs. 2 Landtagswahlgesetz).

## Wahlwerbende Parteien

### Zugelassene Wahlvorschläge
Wahlvorschläge konnten bis zum 19. Januar 2017 eingereicht werden. Die zuvor nicht im Landtag vertretenen Parteien hatten zur Zulassung pro Wahlkreis 300 Unterstützerunterschriften vorzulegen. Sechzehn Parteien wurden in mindestens einem der drei Wahlkreise (Neunkirchen, Saarbrücken, Saarlouis) oder mit einer Landesliste zugelassen:
| Partei                                             | Kürzel       | Wahlkreise  | Ergebnis 2012 | Spitzenkandidat            |
| -------------------------------------------------- | ------------ | ----------- | ------------- | -------------------------- |
| Christlich Demokratische Union Deutschlands        | CDU          | alle        | 35,2 %        | Annegret Kramp-Karrenbauer |
| Sozialdemokratische Partei Deutschlands            | SPD          | alle        | 30,6 %        | Anke Rehlinger             |
| Die Linke                                          | DIE LINKE    | alle        | 16,1 %        | Oskar Lafontaine           |
| Piratenpartei Deutschland                          | PIRATEN      | alle        | 7,4 %         | Gerd Rainer Weber          |
| Bündnis 90/Die Grünen                              | GRÜNE        | alle        | 5,0 %         | Hubert Ulrich              |
| Familien-Partei Deutschlands                       | FAMILIE      | alle        | 1,7 %         | Roland Körner              |
| Freie Demokratische Partei                         | FDP          | alle        | 1,2 %         | Oliver Luksic              |
| Nationaldemokratische Partei Deutschlands          | NPD          | alle        | 1,2 %         | Peter Richter              |
| Freie Wähler                                       | FREIE WÄHLER | alle        | 0,9 %         | Uwe Kammer                 |
| Alternative für Deutschland                        | AfD          | alle        | —             | Rudolf Müller              |
| Bündnis Grundeinkommen – Die Grundeinkommenspartei | BGE          | Saarbrücken | —             | Jeanine Hechl              |
| Demokratische Bürger Deutschland                   | DBD          | alle        | —             | Hans Peter Pflug           |
| Die Einheit                                        | DIE EINHEIT  | alle        | —             | Andrej Bott                |
| Die Reformer                                       | REFORMER     | alle        | —             | Paul Müller                |
| Freie Bürger Union                                 | FBU          | Neunkirchen | —             | Gisela Müller              |
| Liberal-Konservative Reformer                      | LKR          | alle        | —             | Sven Wagner                |

### Wahlprogramme

#### Im Landesparlament vertretene Parteien
Spitzenkandidatin der CDU Saarland war die Ministerpräsidentin Annegret Kramp-Karrenbauer. Die CDU setzte sich dafür ein, dass das Saarland durch eine Haushaltskonsolidierung als eigenständiges Bundesland erhalten bleibt. Dies soll durch Einsparungen und Stellenabbau im öffentlichen Dienst und eine Verkleinerung der Regierung erreicht werden.
Die Wirtschaftsministerin Anke Rehlinger war die Spitzenkandidatin der SPD Saarland. Die SPD wollte durch eine Reduzierung der Anzahl der Ministerien von 8 auf 6 und den Verzicht auf doppelte Besetzung von Stellen der Staatssekretäre Einsparungen im Haushalt vornehmen. Die Gleichwertigkeit von Gemeinschaftsschule und Gymnasium im Bildungsbereich soll gestärkt und 30 Prozent der Gesamtausgaben des Landeshaushalts sollen in „gute Bildung“ investiert werden.
Der Spitzenkandidat von Die Linke Saarland war wie bei den letzten beiden Landtagswahlen Oskar Lafontaine. Die Linke forderte in ihrem Wahlprogramm unter anderem mehr Bürgerbeteiligung und eine Millionärssteuer. Der Energiesektor soll rekommunalisiert werden und Sparkassen soll verboten werden, zu spekulieren.
Die Piratenpartei Saarland forderte in ihrem Wahlprogramm ein Ja zur Schuldenbremse und Investitionen in Bildung. Unter anderem soll Ethik als ordentliches Schulfach statt Religionsunterricht eingeführt werden.
Spitzenkandidat der Grünen war Hubert Ulrich. Die Schwerpunkte im Wahlprogramm der Saar-Grünen waren Bildung, Klimaschutz und Sozialpolitik. So sollen unter anderem die Bildungsausgaben von derzeit 26,4 Prozent auf 30 Prozent des Gesamthaushalts steigen und die Energiewende soll forciert werden. Verhindert werden soll, dass „Armut weiter vererbt“ wird.

#### Nicht im Landtag vertretene Parteien
Die FDP Saarland wollte mit ihrem Landesvorsitzenden Oliver Luksic als Spitzenkandidat wieder zurück ins Landesparlament. In ihrem Wahlprogramm forderte die FDP mit dem Slogan „Das neue Saarland“ eine große Digitalisierungsoffensive und Verwaltungsreform sowie einen Ausbau der Krippen- und Kindergartenplätze mit bis zu 24 Stunden geöffneten Einrichtungen. Die inhaltlichen Schwerpunkte setzte die Partei in den Bereichen Bildung und Wirtschaft.
Spitzenkandidat der AfD Saar war Rudolf Müller. Die AfD tritt für die langfristige Abschaffung der Landkreise ein, fordert einen Ausbau der Saarbahn und eine Verstärkung der Polizei. Die Hochschulen sollen zu „Elitehochschulen“ ausgebaut werden. Gymnasien sollen zwischen G8 und G9 entscheiden können. Der Ausbau der gebundenen Ganztagsschule soll gestoppt werden. Der Landtag soll zu einem Teilzeitparlament verkleinert werden und die Bürger sollen mehr Mitsprache erhalten. Ein weiterer Ausbau der Windkraft wird abgelehnt.
Spitzenkandidat der Familien-Partei war ihr Fraktionsvorsitzender im St. Ingberter Stadtrat Roland Körner. Die Familien-Partei forderte das Familienwahlrecht, da gesellschaftliche Prozesse für alle – ob jung, ob alt – entschieden würden. Eine Rückkehr zu G9 und eine kostenlose und flexible Kinderbetreuung waren weitere Forderungen der Partei, die sich auch für das Betreuungsgeld einsetzt. Die Tarife im ÖPNV sollen vereinheitlicht und attraktiver werden. Durch zielgerichtete Förderung zukunftsfähiger Branchen und den Ausbau der digitalen Infrastruktur werde die Wirtschaft gefördert, aber auch in die Pflicht genommen, um familienfreundliche Jobs anzubieten (z. B. durch verbesserten Kündigungsschutz für Eltern).
Das Bündnis Grundeinkommen ist eine Ein-Themen-Partei. Sie setzt sich, wie ihr Name schon sagt, für die Einführung eines Bedingungslosen Grundeinkommens ein. Sie trat erstmals bei einer Wahl an.
Die Partei Demokratische Bürger Deutschland wurde erst im Sommer 2016 gegründet und trat erstmals bei einer Wahl an. Sie sieht sich selbst als „Partei der politischen Mitte“.
Der Landesverband im Saarland der Partei Die Reformer wurde erst 2016 gegründet und nahm erstmals an einer Wahl teil. Die Reformer sehen sich als Alternative zu extremen und etablierten Parteien, sie fordern unter anderem eine Stärkung des Mittelstands und ein faires und gerechtes Steuersystem. Die Partei will außerdem eine tiefer gehende Integration in Europa.
Die Freie Bürger Union will den Austritt Deutschlands aus dem Euro und aus der Europäischen Union.

## Umfragen vor der Wahl
Für die Sonntagsfrage gaben die Meinungsforschungsinstitute folgende Ergebnisse an:
| Institut                | Datum      | CDU    | SPD    | Linke  | Piraten | Grüne | FDP   | AfD   | Sonstige |
| ----------------------- | ---------- | ------ | ------ | ------ | ------- | ----- | ----- | ----- | -------- |
| Forschungsgruppe Wahlen | 23.03.2017 | 37 %   | 32 %   | 12,5 % | –       | 4,5 % | 4 %   | 6 %   | 4 %      |
| INSA                    | 22.03.2017 | 35 %   | 33 %   | 13 %   | –       | 4 %   | 5 %   | 6 %   | 4 %      |
| Forschungsgruppe Wahlen | 17.03.2017 | 37 %   | 32 %   | 12 %   | –       | 4 %   | 4 %   | 7 %   | 4 %      |
| Infratest dimap         | 16.03.2017 | 35 %   | 34 %   | 13 %   | –       | 4,5 % | 3 %   | 6,5 % | 4 %      |
| Forsa                   | 09.03.2017 | 34 %   | 33 %   | 13 %   | –       | 5 %   | 4 %   | 6 %   | 5 %      |
| INSA                    | 07.03.2017 | 36 %   | 33 %   | 12 %   | –       | 4 %   | 4 %   | 7 %   | 4 %      |
| Infratest dimap         | 26.01.2017 | 38 %   | 26 %   | 14 %   | –       | 5 %   | 4 %   | 9 %   | 4 %      |
| INSA                    | 13.01.2017 | 35 %   | 24 %   | 16 %   | –       | 6 %   | 5 %   | 10 %  | 4 %      |
| Forsa                   | 15.11.2016 | 37 %   | 26 %   | 15 %   | –       | 6 %   | 3 %   | 09 %  | 4 %      |
| Infratest dimap         | 11.05.2016 | 34 %   | 29 %   | 12 %   | –       | 7 %   | 4 %   | 11 %  | 3 %      |
| Infratest dimap         | 31.03.2015 | 40 %   | 33 %   | 10 %   | 1 %     | 6 %   | 2 %   | 04 %  | 4 %      |
| Infratest dimap         | 14.05.2014 | 37 %   | 34 %   | 13 %   | 2 %     | 5 %   | –     | 05 %  | 4 %      |
| Infratest dimap         | 07.05.2013 | 39 %   | 36 %   | 10 %   | 2 %     | 6 %   | 2 %   | 03 %  | 2 %      |
| Landtagswahl 2012       | 25.03.2012 | 35,2 % | 30,6 % | 16,1 % | 7,4 %   | 5,0 % | 1,2 % | n.k.  | 4,4 %    |

Für die Frage, wen die Bürger direkt zur Ministerpräsidentin wählen würden, gaben die Meinungsforschungsinstitute folgende Werte an:
| Institut                | Datum      | Annegret Kramp-Karrenbauer (CDU) | Anke Rehlinger (SPD) |
| ----------------------- | ---------- | -------------------------------- | -------------------- |
| Forschungsgruppe Wahlen | 26.03.2017 | 52 %                             | 36 %                 |
| Infratest dimap         | 26.03.2017 | 52 %                             | 38 %                 |
| Forschungsgruppe Wahlen | 23.03.2017 | 53 %                             | 34 %                 |
| Forschungsgruppe Wahlen | 17.03.2017 | 55 %                             | 31 %                 |
| Infratest dimap         | 16.03.2017 | 51 %                             | 32 %                 |
| Infratest dimap         | 26.01.2017 | 60 %                             | 23 %                 |
| Forsa                   | 15.11.2016 | 53 %                             | 19 %                 |
| Infratest dimap         | 11.05.2016 | 59 %                             | 26 %                 |
| Infratest dimap         | 31.03.2015 | 62 %                             | 18 %                 |

## Amtliches Endergebnis
Als stärkste Kraft ging die CDU von Ministerpräsidentin Kramp-Karrenbauer aus der Wahl hervor, gefolgt von der SPD und der Linken. Die AfD, die erstmals zu einer Landtagswahl im Saarland antrat, zog mit 6,2 % der Stimmen ins Parlament ein. Die Piraten und die Grünen scheiterten an der Fünf-Prozent-Hürde und schieden aus dem Landtag aus. Der FDP gelang der Wiedereinzug in den Landtag nicht. Umfragen wenige Wochen vor der Wahl hatten ein Kopf-an-Kopf-Rennen der beiden Koalitionspartner CDU und SPD prognostiziert, weshalb die Linke eine Regierung mit der SPD angestrebt hatte. Im Vergleich zur Wahl 2012 konnte die CDU mit Gewinnen von 5,5 Prozentpunkten ihr Ergebnis jedoch deutlich verbessern, während die SPD praktisch unverändert blieb.
| Partei | Partei          | Stimmen | Prozent | Vergleich zu 2012 (prozentual) | Mandate | Vergleich zu 2012 (Mandate) |
| ------ | --------------- | ------- | ------- | ------------------------------ | ------- | --------------------------- |
|        | CDU             | 217.263 | 40,70   | + 5,48                         | 24      | + 5                         |
|        | SPD             | 158.057 | 29,61   | − 1,00                         | 17      | ± 0                         |
|        | Die LINKE       | 68.566  | 12,85   | − 3,28                         | 7       | − 2                         |
|        | AfD             | 32.971  | 6,18    | + 6,18                         | 3       | + 3                         |
|        | Grüne           | 21.392  | 4,01    | − 1,03                         | –       | − 2                         |
|        | FDP             | 17.419  | 3,26    | + 2,04                         | –       |                             |
|        | Familie         | 4.435   | 0,83    | − 0,91                         | –       |                             |
|        | Piraten         | 3.979   | 0,75    | − 6,66                         | –       | − 4                         |
|        | NPD             | 3.744   | 0,70    | − 0,46                         | –       |                             |
|        | Freie Wähler    | 2.146   | 0,40    | − 0,47                         | –       |                             |
|        | LKR             | 1.179   | 0,22    | + 0,22                         | –       |                             |
|        | Reformer        | 880     | 0,17    | + 0,17                         | –       |                             |
|        | DIE EINHEIT     | 872     | 0,16    | + 0,16                         | –       |                             |
|        | DBD             | 543     | 0,10    | + 0,10                         | –       |                             |
|        | BGE             | 286     | 0,05    | + 0,05                         | –       |                             |
|        | FBU             | 51      | 0,01    | + 0,01                         | –       |                             |
|        | Wahlberechtigte | 774.951 |         |                                |         |                             |
|        | Wähler          | 540.290 | 69,7    | + 8,1                          |         |                             |
|        | ungültig        | 6.507   | 1,2     | − 0,9                          |         |                             |
|        | gültig          | 533.783 |         |                                |         |                             |

### Ergebnisse in den Landtagswahlkreisen
| Wahlkreis   | Wahl- berechtigte | Wahl- beteiligung | CDU    | SPD    | Linke  | AfD   | Grüne | FDP   | Sonstige |
| ----------- | ----------------- | ----------------- | ------ | ------ | ------ | ----- | ----- | ----- | -------- |
| Saarbrücken | 245.597           | 67,1 %            | 36,5 % | 28,7 % | 15,6 % | 6,3 % | 5,2 % | 4,0 % | 3,7 %    |
| Saarlouis   | 234.618           | 70,8 %            | 41,9 % | 30,3 % | 12,3 % | 5,7 % | 3,6 % | 3,1 % | 3,1 %    |
| Neunkirchen | 294.736           | 71,0 %            | 43,0 % | 29,7 % | 11,2 % | 6,4 % | 3,4 % | 2,8 % | 3,5 %    |

### Mandatsaufschlüsselung
| Wahlkreis   | Mandate | CDU | SPD | Linke | AfD |
| ----------- | ------- | --- | --- | ----- | --- |
| Saarbrücken | 12      | 5   | 4   | 2     | 1   |
| Saarlouis   | 12      | 6   | 4   | 2     | –   |
| Neunkirchen | 17      | 8   | 6   | 2     | 1   |
| Landesliste | 10      | 5   | 3   | 1     | 1   |

## Regierungsbildung
| Koalitionsoption                   | Sitze |
| ---------------------------------- | ----- |
| Sitze gesamt                       | 51    |
| Zweidrittelmehrheit (ab 35 Sitzen) |       |
| CDU, SPD                           | 41    |

Der CDU fehlten mit 24 Sitzen nur zwei bis zur absoluten Mehrheit. Eine alternative Mehrheit aus SPD und Linken kam mit ebenfalls 24 Sitzen ebenso knapp nicht zustande. Da die CDU eine Zusammenarbeit mit der Linken oder AfD schon vorab ausschloss und Grüne und FDP dem neuen Landtag nicht angehörten, blieb als einzige realistische Option die Fortsetzung der seit 2012 bestehenden Großen Koalition aus CDU und SPD.
Nach vierwöchigen Koalitionsverhandlungen einigten sich die Beteiligten Anfang Mai auf einen Koalitionsvertrag. Am 17. Mai 2017 wurde Annegret Kramp-Karrenbauer mit 41 Stimmen im ersten Wahlgang erneut zur Ministerpräsidentin gewählt. Sie führte das Kabinett Kramp-Karrenbauer III.
Am 25. April 2017 fand die erste Sitzung des 16. Landtages statt.